# Сухоборье
Сухобо́рье — посёлок Карамышевского сельсовета Грязинского района Липецкой области России. Входит в состав Карамышевского сельсовета.

## Название
По названию дома отдыха «Сухоборье», который, в свою очередь, назван по характеру леса.

## География
Расположено на левом берегу реки Воронежа при впадении притока Суходолье,  в 11 км к юго-западу от Липецка и в 7 км к северу от Карамышева.

## История
Посёлок возник в советское время как населённый пункт для проживания в нём работников дома отдыха «Сухоборье» (назван по характеру леса) и пионерского лагеря «Прометей», которые принадлежали Новолипецкому металлургическому комбинату. Здесь были построены домики, каждый из которых принадлежал определённому цеху предприятия. Однако когда НЛМК акционировался, финансирование дома отдыха сократилось, и многие сооружения перешли в частные руки.

### Передача в состав Липецка
В советское время поселок был в составе Карамышевского сельсовета (по другим данным входил в  Падовский сельсовет ). В январе 1987 года решением облсовета Сухоборье присоединили к Левобережному району Липецка как анклав. В сентябре 2004 года депутаты Липецкого областного совета, несмотря на протесты жителей, проголосовали за вывод из городской черты анклавных территорий — поселка Сухоборье, санаториев «Лесная сказка» и «Мечта».
После обращения сухоборцев в суд 5 августа 2005 года областной совет отменил своё решение, и поселок Сухоборье был вновь включен в состав Липецка. В октябре 2005 года Липецкий областной суд признал неправомерным включение Сухоборья в границы города Липецка и отменил закон от 5 августа 2005 года, а 25 января 2006 года Верховный суд РФ подтвердил это решение.

## Население
Численность населения в 2007 году составляла 50 чел., в 2008 — 48 чел..
| 2009 | 2010 | 2013 |
| ---- | ---- | ---- |
| 198  | ↗219 | ↗232 |

## Инфраструктура
Личное подсобное хозяйство с зоной сельскохозяйственного использования, индивидуальная застройка усадебного типа.
Детский санаторно-оздоровительный лагерь (ДСОЛ) «Прометей» расположен на территории 48 га, Центр Областное государственное учреждение Реабилитационно-оздоровительный центр (ОГУ РОЦ) «Лесная сказка» занимает территорию в 8 га.

## Памятные места, достопримечательности
Недалеко от пос. Сухоборье находится «лесной поселок»52°26′10″ с. ш. 39°30′24″ в. д.; территориально он относится к поселку Сухоборье, но расположен на землях лесного фонда. Площадь «лесного поселка» составляет 1,1 га.

## Транспорт
В Сухоборье ходит служебный транспорт из Липецка. Маршрут следования: Новолипецк — Тракторный — Усманское шоссе (до поворота между Двуречками и Сошками). Далее 13-километровый отрезок в направлении реки Воронежа до посёлка.